# Coelichneumon coxalis
Coelichneumon coxalis là một loài tò vò trong họ Ichneumonidae.